# Claudio Michelotto
Claudio Michelotto (Trento, 31 de octubre de 1942-27 de mayo de 2025) fue un ciclista italiano.

## Palmarés
1968
- Coppa Agostoni
- Tirreno-Adriático

1969
- Giro de Cerdeña
- Trofeo Laigueglia
- Milán-Turín
- 2.º en el Giro de Italia, más 1 etapa y clasificación de la montaña

1971
- Tour de Campanie

1972
- 1 etapa de la Vuelta a Suiza

## Resultados en las grandes vueltas
| Carrera         | 1966 | 1967 | 1968 | 1969 | 1970 | 1971 | 1972 | 1973 |
| --------------- | ---- | ---- | ---- | ---- | ---- | ---- | ---- | ---- |
| Giro de Italia  | -    | 26º  | 20º  | 2º   | 31.º | Ab.  | 62.º | 56.º |
| Tour de Francia | -    | 61.º | -    | -    | Ab.  | Ab.  | -    | -    |
| Vuelta a España | -    | -    | -    | 43.º | -    | -    | 48.º | -    |